# بطولة صربيا المفتوحة
بطولة صربيا المفتوحة هي بطولة تنس للمحترفين وهي جزء من بطولات رابطة محترفي التنس 250 نقطة.بدأت البطولة في 2009 للرجال و2021 للسيدات.